# Deportes Linares
Deportes Linares ist ein Sportverein aus Linares, Chile, der hauptsächlich für seine Fußballabteilung bekannt ist. Er wird aufgrund seiner Vereinsfarben auch Albirrojos oder aufgrund der Herkunft Linarenses genannt.

## Geschichte
Bei einem Treffen am 19. November 1955 vom Gemeindeabgeordneten Carlos Aburman, vom Regionalverbandspräsidenten Emilio Fuente und von den Klubverantwortlichen der bestehenden Klubs Arturo Prat, Español und Olimpia wurde die Fusion zu einem neuen Klub beschlossen. Dieser lautete in der ersten Zeit Lister Rossel in Anlehnung an den kürzlich verstorbenen Arzt, Sportler und Sportfunktionär. Die Vereinsfarben weiß, rot und blau wurden nach den Hauptfarben der drei Fusionsklubs gewählt.
1957 spielte der neue Verein erstmals in der Segunda División, stieg aber nach einer schlechten Saison direkt wieder in den Amateurbereich ab. 1961 gab der Fußballverband erneut Linares das Startrecht in der Segunda División und der Klub konnte sich in der Liga etablieren. Zweimal war Deportes Linares sogar nah am Aufstieg in die Primera División: 1961 als Tabellendritter hinter Meister Coquimbo Unido sowie dem Zweiten San Antonio Unido und 1964 als Tabellenzweiter hinter Meister und Aufsteiger CD O’Higgins.
1974 wurde der Vereinsname auf Deportes Linares geändert. Bis 1991 spielte der Klub aus der Región del Maule in der zweithöchsten Spielklasse und musste dann den Gang in die Tercera División antreten. Nach drei Jahren gelang der Wiederaufstieg in die Segunda, wo sich der Klub, der zwischenzeitlich auch Club Deportivo y Social Frutilinares hieß, bis 2001 halten konnte. In diesem Jahr stiegen die Albirrojos als Tabellenletzter ab. Seit 2002 pendelt der Klub zwischen der mittlerweile drittklassigen Segunda División und der viertklassigen Tercera División. 2010 war Deportes Linares sogar zwischenzeitlich trotz Aufstiegshoffnungen in die Tercera B abgestiegen, doch nach einem Jahr ging es wieder in die vierte Liga zurück. Es klappte sogar der Durchmarsch in die Segunda División und fast wäre Linares in die Primera B aufgestiegen, doch verlor das Team das Aufstiegsfinale 2013 gegen Deportes Copiapó mit insgesamt 2:4.
Seit 2014 entwickelte sich der Klub zur Fahrstuhlmannschaft zwischen der Segunda und der Tercera División. Seit 2023 ist Deportes Linares wieder in der Segunda División vertreten.

## Stadion
Deportes Linares spielt im 1921 erbauten Estadio Fiscal Tucapel Bustamante Lastra, das 2014/2015 renoviert wurde.

## Erfolge
- Meister der Tercera Division: 1994, 2019, 2022